# 川口市メディアセブン
川口市メディアセブン（かわぐちしメディアセブン）は、埼玉県川口市に設立されている教育施設である。

## 概要
メディアセブンは、川口市立中央図書館の上であるキュポ・ラの7階にある。メディアセブンにおいて、期間限定でさまざまなイベントや催し物を実施している。具体的には、2008年3月には「命のメッセージ」展が実施され、さまざまな原因で死んでいった人の心の声を聞くイベントが行われた。
休館日は原則として川口市立中央図書館と同一日である。

## 所在地
- 埼玉県川口市川口一丁目1番1号